# Bolostromus insularis
Bolostromus insularis là một loài nhện trong họ Cyrtaucheniidae. Loài này phân bố ờ Saint Vincent.